# Rajd Madery 2002
Rajd Madery 2002 (43. Rali Vinho da Madeira) – 43. edycja rajdu samochodowego Rajd Madery rozgrywanego w Portugalii. Rozgrywany był od 1 do 3 sierpnia 2002 roku. Była to dwudziesta szósta runda Rajdowych Mistrzostw Europy w roku 2002 (rajd miał najwyższy współczynnik – 20) oraz szósta runda Rajdowych Mistrzostw Portugalii. Składał się z 27 odcinków specjalnych.

## Klasyfikacja rajdu
| Miejsce                                             | Kierowca                                            | Pilot                                               | Samochód                                            | Czas                                                | Strata                                              |                                                     |
| Klasyfikacja generalna, ERC i mistrzostw Portugalii | Klasyfikacja generalna, ERC i mistrzostw Portugalii | Klasyfikacja generalna, ERC i mistrzostw Portugalii | Klasyfikacja generalna, ERC i mistrzostw Portugalii | Klasyfikacja generalna, ERC i mistrzostw Portugalii | Klasyfikacja generalna, ERC i mistrzostw Portugalii | Klasyfikacja generalna, ERC i mistrzostw Portugalii |
| --------------------------------------------------- | --------------------------------------------------- | --------------------------------------------------- | --------------------------------------------------- | --------------------------------------------------- | --------------------------------------------------- | --------------------------------------------------- |
| 1.                                                  | Andrea Aghini                                       | Loris Roggia                                        | Peugeot 206 WRC                                     | 3:02:15.2                                           | 0.0                                                 |                                                     |
| 2.                                                  | Miguel Campos                                       | Carlos Magalhães                                    | Peugeot 206 WRC                                     | 3:02:27.3                                           | +12.1                                               |                                                     |
| 3.                                                  | Renato Travaglia                                    | Flavio Zanella                                      | Peugeot 206 WRC                                     | 3:03:48.1                                           | +1:32.9                                             |                                                     |
| 4.                                                  | Henrik Lundgaard                                    | Freddy Pedersen                                     | Subaru Impreza WRC S6 '00                           | 3:06:22.5                                           | +4:07.3                                             |                                                     |
| 5.                                                  | Manfred Stohl                                       | Ilka Minor                                          | Peugeot 206 WRC                                     | 3:07:29.1                                           | +5:13.9                                             |                                                     |
| 6.                                                  | Janusz Kulig                                        | Jarosław Baran                                      | Ford Focus RS WRC '99                               | 3:12:51.9                                           | +10:36.7                                            |                                                     |
| 7.                                                  | Olivier Burri                                       | Christophe Hofmann                                  | Toyota Corolla WRC                                  | 3:14:04.5                                           | +11:49.3                                            |                                                     |
| 8.                                                  | José Camacho                                        | Marco Cabral                                        | Seat Ibiza Kit Car Evo2                             | 3:15:11.1                                           | +12:55.9                                            |                                                     |
| 9.                                                  | Gomes Pedro Mendes                                  | João Sousa                                          | Volkswagen Golf IV Kit Car                          | 3:15:35.9                                           | +13:20.7                                            |                                                     |
| 10.                                                 | Armindo Araújo                                      | Miguel Ramalho                                      | Citroën Saxo Kit Car                                | 3:16:43.3                                           | +14:28.1                                            |                                                     |